# Objectes de The Lost Room
Els objectes de The Lost Room són un conjunt d'objectes quotidians que pertanyen a The Lost Room i que tenen un poder extraordinari diferent i que estan relacionats amb una antiga habitació de motel dels anys 60 aïllada de la civilització. Es tracta d'una minisèrie de televisió estatunidenca de ciència-ficció creada per Christopher Leone, Laura Harkcom i Paul Workman. El canal Sci Fi la va emetre en tres episodis dobles entre l'11 i el 13 de desembre de 2006.

## Descripció
Els objectes pertanyen a l'habitació 10 del motel Sunshine de Nou Mèxic als anys 60, i van aconseguir una habilitat misteriosa i extraordinària després de produir-se un "incident". L'habitació va desaparèixer de la seva localització original i es va desplaçar en el temps i en l'espai juntament amb els objectes que contenia.
Els objectes especials són indestructibles i tenen un poder únic fora de l'habitació, però al seu interior, el seu comportament és normal, és a dir, el seu poder està inactiu i es poden destruir. Aquests poders són molt heterogenis, alguns són força inútils i d'altres tenen un poder diferents en estar al costat d'un altre. Els objectes sempre apareixen al mateix lloc quan són dins l'habitació quan es reinicia, i quan es destrueix un objecte, aquest és reemplaçat per un altre similar a partir de la llei de conservació de la massa. La utilització dels objectes sol anar acompanyada d'un cost físic, emocional, i psicològic per qui l'empra. Els objectes tendeixen a atraure's entre si de manera que les persones que els tenen acostumen a trobar-se sense saber que l'altra persona té un objecte especial.
En principi, l'objecte més important és la clau, amb la qual es pot accedir a l'habitació perduda. Cada vegada que s'utilitza la clau per entrar a l'habitació, es considera que aquesta es reinicia.

## Objectes de la minisèrie
| Objecte                             | Descripció | Aparició                                                                        | Últim propietari o localització                        |
| ----------------------------------- | --- | ------------------------------------------------------------------------------- | ------------------------------------------------------ |
| Abric                               | En Joe se'l posa i l'utilitza d'antibales. No obstant, tots els objectes especials són indestructibles fora de l'Habitació. Poder desconegut. | Lavabo de l'Habitació Joe el vesteix una estona.                                | Karl Kreutzfeld                                        |
| Anell casament                      | Anell daurat de casament sense cap inscripció ni decoració. Poder desconegut. | Foto de casament                                                                | Desconegut                                             |
| Baralla de cartes                   | Baralla de cartes Arrco en una capsa Redi-Slip. Provoca visions xocants relacionades amb el Sunshine Motel a les persones que veuen les cartes. S'utilitza per poder incapacitar temporalment a les víctimes. Els efectes psicològics posteriors a l'exposició són devastadors per les víctimes. Els efectes de la baralla queden inhabilitats si la carta del Joker és la que queda visible.                                                           | Col·lecció de l'Ordre Foto de l'inventari de "The Sood"                         | Joe Miller                                             |
| Betum                               | Betum Shinola "Dress Parade" de color marró per llustrar les sabates. Poder desconegut. | Foto de l'inventari de "The Sood"                                               | Desconegut                                             |
| Bíblia                              | Bíblia antiga marca Collins. Poder desconegut. | Cambra de seguretat de Karl Kreutzfeld                                          | Karl Kreutzfeld                                        |
| Binocles                            | Binocles plegables antics de color negre marca Compak. Poder desconegut. | Cambra dels Col·leccionistes                                                    | Karl Kreutzfeld                                        |
| Bloc                                | Bloc de notes Santa Fe de l'any 1950-51. Poder desconegut. | Foto de l'inventari de "The Sood"                                               | Desconegut                                             |
| Bolígraf                            | Bolígraf "Sunshine Motel". La punta del bolígraf emet microones en notar un contacte provocant greus cremades i sovint la mort de la persona. | Howard "The Weasel" Montague mata els empleats de la botiga.                    | La Legió                                               |
| Botó de puny                        | Botons de puny Krementz. Abaixa la tensió de la persona que els vesteix donant un efecte de placebo. | Màniga de Karl Kreutzfeld                                                       | Karl Kreutzfeld                                        |
| Botó de puny (segon)                | Botons de puny Krementz. Poder desconegut. | Desconegut                                                                      | Desconegut                                             |
| Brotxa d'afaitar                    | Poder desconegut. | Cambra dels Col·leccionistes                                                    | Karl Kreutzfeld                                        |
| Brotxa de betum                     | Brotxa de llustrar les sabates. Poder desconegut. | Desconegut                                                                      | Desconegut                                             |
| Burilles                            | Burilles de cigarretes amb filtre cremades. Poder desconegut. | Al·lucinació de Martin Ruber                                                    | Desconegut                                             |
| Cadira (x2)                         | Poder desconegut. | Al·lucinació de Martin Ruber                                                    | Desconegut                                             |
| Cadira d'escriptori                 | Cadira Bentwood Thonet tapissada de color bordeus. Poder desconegut. | Al·lucinació de Martin Ruber                                                    | Desconegut                                             |
| Calaixera                           | Poder desconegut. | Habitació 10                                                                    | Desconegut                                             |
| Calçador                            | Calçador clàssic Barrie Ltd. Poder desconegut. | Cripta de l'Ordre                                                               | L'Ordre                                                |
| Càmera fotogràfica                  | Càmera Polaroid del tipus 80 (A o B) sèrie Highlander en una funda de pell. Poder desconegut. | Cripta de l'Ordre                                                               | Desconegut                                             |
| Camisa                              | Camisa de vestir blanca. Poder desconegut. | L'Hoste el vesteix en la fotografia Polaroid.                                   | Karl Kreutzfeld                                        |
| Capsa de llumins                    | Capsa marca "Sunshine Motel". Poder desconegut. | Cripta de l'Ordre Llista de la Legió                                            | L'Ordre                                                |
| Cartera                             | Cartera de pell marrona amb el dibuix de dues plantes en una cara i el perfil d'un cap de cavall a l'altra. Poder desconegut. | Foto de l'inventari de "The Sood"                                               | Desconegut                                             |
| Cendrer                             | Cendrer quadrat de vidre amb cantons bisellats. És un dels set objectes utilitzats en l'Experiment Conroy. Poder desconegut. | Experiment Conroy Foto de l'inventari de "The Sood"                             | Habitació 10 (després de l'Experiment Kreutzfeld)      |
| Clau                                | Clau amb un clauer marró que té imprès el logo de "Sunshine Motel" i "Room 10" (habitació 10). Obre qualsevol porta que tingui pany i a l'altra banda sempre hi ha l'habitació 10 del motel Sunshine (habitació perduda). Des de l'habitació es pot anar a qualsevol lloc del món que tingui una porta per obrir. Només cal pensar en un lloc concret per anar-hi des de l'habitació, sinó s'obre una porta en un lloc aleatori.                        | Botiga de Karl Kreutzfeld                                                       | Habitació 10                                           |
| Clip                                | Clip estàndard. Poder desconegut. | Gràfic de "The Weasel"                                                          | Desconegut                                             |
| Corbata                             | Poder desconegut. | Fotografia Polaroid                                                             | Desconegut                                             |
| Cordó sabata dreta                  | Poder desconegut. | L'Hoste el vesteix en la fotografia Polaroid.                                   | Desconegut                                             |
| Cordó sabata esquerra               | Poder desconegut. | Cambra dels Col·leccionistes                                                    | Karl Kreutzfeld                                        |
| Cua de conill                       | Clauer amb una cua de conill blanca. Poder desconegut. | Cambra dels Col·leccionistes                                                    | Karl Kreutzfeld                                        |
| Desodorant                          | Poder desconegut. | Llista de la Legió                                                              | Desconegut                                             |
| Diari                               | Diari "Gallup Newspaper" del 4 de maig de 1961. S'obre quan sona una melodia determinada i es tanca quan sona una altra melodia també determinada. | Llista de la Legió                                                              | James Stanek                                           |
| Embolcall del sabó                  | Embolcall de la barra de sabó. Poder desconegut. | Cambra dels Col·leccionistes                                                    | Karl Kreutzfeld                                        |
| Empremta digital                    | Tècnicament no és un objecte però la empremta sempre segueix al mirall quan es reinicia l'habitació. La utilitzen per identificar el conserge del motel, marit de la senyora Conroy. | Habitació 10                                                                    | Desconegut                                             |
| Encenedor                           | Encenedor Ronson Standard dels anys 50 cromat. Poder desconegut. | Desconegut                                                                      | Desconegut                                             |
| Escriptori                          | Poder desconegut. | Al·lucinació de Martin Ruber                                                    | Desconegut                                             |
| Estisores                           | Estisores d'escriptori Solingen. Poden fer rotar qualsevol objecte o persona en l'espai tridimensional. Com més pesat o voluminós és l'objecte, més gran ha de ser l'esforç per girar-lo. | Noraida Figueroa                                                                | Karl Kreutzfeld                                        |
| Estoig rellotge                     | Estoig de vellut negre amb un rivet daurat que impedeix que les coses es malmetin. Combinat amb la Clau i la Pinta, permet temporalment entrar en una dimensió alternativa en l'habitació 9. És un dels set objectes utilitzats en l'Experiment Conroy. | Experiment Conroy Cripta de l'Ordre                                             | Habitació 10 (després de l'Experiment Kreutzfeld)      |
| Fotografia casament                 | Fotografia de 5"x7" d'un home i una dona vestits de casament. L'home és Eddie McCleister i la dona Mabel Smith. Al darrere de la foto hi ha escrit a mà "Summer 1959" (Estiu 1959). Poder desconegut. | Amagada en la còpia de Mabel Smith de The World Almanac and Book of Facts       | Joe Miller                                             |
| Fotografia Polaroid                 | Fotografia Polaroid no revelada que permet veure tal com era l'Habitació Perduda abans de l'Esdeveniment si s'està en el lloc on estava situada en el motel. La imatge que es veu és en tres dimensions. La fotografia té una etiqueta amb la inscripció "Gallup", que probablement fou escrita posteriorment. En Rubert veu una visió després de mirar la fotografia prolongadament, però també podria ser una al·lucinació induïda per una insolació. | Tia de Harold Stritzke                                                          | Martin Ruber                                           |
| Fulla d'afaitar                     | Gavineta d'afaitar estàndard dels anys 50 amb un mànec d'ivori. Destrossa qualsevol tipus de vidre en contacte amb una freqüència molt aguda emesa per la mateixa fulla. | Col·lecció de l'Ordre Foto de l'inventari de "The Sood"                         | L'Ordre                                                |
| Funda càmera fotogràfica            | Funda de pell de la marca Polaroid model #382 que conté la càmera en el seu interior. Poder desconegut. | Al·lucinació de Martin Ruber                                                    | Desconegut                                             |
| Galleda de glaçons                  | Galleda de la marca Kraftware model #68568 cromada amb glaçons. Poder desconegut. | Fotografia Polaroid                                                             | Desconegut                                             |
| Ganivet                             | Ganivet de butxaca Camper. Combinat amb el rellotge de polsera s'obté telepatia. Poder desconegut. | Foto de l'inventari de "The Sood"                                               | Karl Kreutzfeld                                        |
| Got (x4)                            | Quatre gots Pasabahce 7oz Juice amb línies verticals. Poder desconegut. | Al·lucinació de Martin Ruber                                                    | Desconegut                                             |
| Harmònica                           | Harmònica Hohner Chrometta antiga amb rivets vermells. Poder desconegut. | Al·lucinació de Martin Ruber                                                    | Desconegut                                             |
| Horari                              | Horari d'estiu de 1961 Atchison amb publicitat de Topeka and Santa Fe Railroad Company | Desconegut                                                                      | Desconegut                                             |
| Hoste                               | Tot i no ser pròpiament un objecte, la seva presència repela la resta d'objectes de l'habitació. Com aquests, fora de l'habitació és indestructible i aparentment immune al pas del temps. Per altra banda, després d'una reinicialització de l'habitació, ell continua sent conscient i pot accedir l'altra dimensió on no hi ha objectes especials. En Joe Miller el mata i aparentment hereda les seves habilitats.                                  | Fotografia Polaroid                                                             | Si mateix                                              |
| Llum de capçalera (x2)              | Poder desconegut. | Fotografia Polaroid                                                             | Habitació 10                                           |
| Llum d'escriptori                   | Poder desconegut. | Al·lucinació de Martin Ruber                                                    | Desconegut                                             |
| Llum de peu                         | Poder desconegut. | Al·lucinació de Martin Ruber                                                    | Desconegut                                             |
| Llanterna                           | Llanterna cromada Stellar antiga de 14". Poder desconegut. | Desconegut                                                                      | Desconegut                                             |
| Llapis                              | Llapis groc amb una goma d'esborrar a la part superior de color vermell. Crea un cèntim de dòlar quan la goma toca una superfície sòlida. | Descripció de Wally Jabrowski.                                                  | Desconegut                                             |
| Llençols                            | Poder desconegut. | Al·lucinació de Martin Ruber                                                    | Desconegut                                             |
| Llima d'ungles                      | Indueix una breu però profunda son a una persona quan veu reflectida la llum des de la llima. | Jennifer Bloom                                                                  | Jennifer Bloom                                         |
| Lupa                                | Lupa rectangular Bausch and Lomb de color ivori. Poder desconegut. | Al·lucinació de Martin Ruber                                                    | Desconegut                                             |
| Maleta                              | Maleta Koch Fiberglass de color marró. Poder desconegut. | Fotografia Polaroid                                                             | L'Ordre                                                |
| Màquina d'escriure                  | Màquina d'escriure Olympia SM-9 amb capsa dura. Poder desconegut. | Desconegut                                                                      | Desconegut                                             |
| Mitjó dret                          | Poder desconegut. | Fotografia Polaroid                                                             | Desconegut                                             |
| Mitjó esquerre                      | Poder desconegut. | L'Hoste el vesteix en la fotografia Polaroid. Llista de la Legió                | Desconegut                                             |
| Moble per l'equipatge               | Moble per guardar l'equipatge cromat amb quatre corretges negres. Poder desconegut. | Fotografia Polaroid                                                             | Desconegut                                             |
| Mocador de paper                    | Mocador de paper Kleenex. Poder desconegut. | Llista de La Legió                                                              | Desconegut                                             |
| Monedes (US$ 1 cèntim) (x3)         | Tres cèntims estatunidencs. Poder desconegut. | Fotografia Polaroid                                                             | Desconegut                                             |
| Moneda (US$ 10 cèntims o "dime")    | Moneda de 10 cèntims de dòlar estatunidenc de l'any 1961. Poder desconegut. | Fotografia Polaroid                                                             | Desconegut                                             |
| Moneda (US$ 25 cèntims o "quarter") | Moneda de 25 cèntims de dòlar estatunidenc de l'any 1961. Quan una persona se l'empassa, permet que els seus pensaments prenguin vida i els dona forma sòlida durant uns dies. Els efectes de la moneda s'acaben quan la moneda passa pels intestins. | Fotografia Polaroid                                                             | Karl Kreutzfeld                                        |
| Moneda (US$ 50 cèntims)             | Moneda de mig dòlar estatunidenc de l'any 1961. Poder desconegut. | Fotografia Polaroid                                                             | Desconegut                                             |
| Pantalons                           | Poder desconegut. | L'Hoste el vesteix en la fotografia Polaroid.                                   | Desconegut                                             |
| Paperera                            | Poder desconegut. | Desconegut                                                                      | Desconegut                                             |
| Paraigua                            | Paraigua groc. Fa que l'altra gent li resulti familiar la persona que el té. | Descripció de Wally Jabrowski.                                                  | Desconegut. L'últim usuari es va traslladar a Seattle. |
| Pasta de dents                      | Tub de pasta de dents Fasteeth de 3/4 d'unça. Poder desconegut. | Desconegut                                                                      | Desconegut                                             |
| Penjador(s)                         | Penjadors per abrics estàndards sense marca. Aproximadament 6. Poder desconegut. | Armari de l'Habitació 10 Llista de la Legió                                     | Armari de l'Habitació 10                               |
| Petaca                              | Petaca rosa Sheffield amb una escena de caça. Quan s'obre, asfixia les persones que hi ha al voltant. | Kreutzfeld l'utilitza contra Noraida Figueroa Foto de l'inventari de "The Sood" | Karl Kreutzfeld                                        |
| Pinta                               | Pinta Aristocrat Professional Ruler Hair Styling. Atura el temps durant uns deu segons al voltant de la persona que la utilitza per pentinar-se. Mentre el temps s'atura, la persona que la té pot desplaçar-se però no pot moure cap objecte que està "congelat". El seu ús en diverses ocasions seguides causa nàusees i vòmits. Combinada amb la Clau i l'Estoig del rellotge, permet a l'usuari obrir una dimensió alternativa dins l'habitació 9.  | Harold Stritzke Foto de l'inventari de "The Sood" Llista de la Legió            | Jennifer Bloom                                         |
| Pintura mural                       | Pintura d'un paisatge de "Le Conte Oak" de la Universitat de Califòrnia a Berkeley. Poder desconegut. | Al·lucinació de Martin Ruber Fotografia Polaroid                                | Desconegut                                             |
| Planxa                              | Planxa de viatge Universal dels anys 60. Poder desconegut. | Cambra dels Col·leccionistes                                                    | Karl Kreutzfeld                                        |
| Pólvores de peus                    | Pólvores de peus Dr. Scholl Brimodrosis de 2 unces. Poder desconegut. | Cambra dels Col·leccionistes Foto de l'inventari de "The Sood"                  | Karl Kreutzfeld                                        |
| Pomada                              | Pomada Campho-Phenique 1/3 d'unça. Poder desconegut. | Desconegut                                                                      | Desconegut                                             |
| Posavasos (x4)                      | Quatre posavasos blancs semibrillants. Poder desconegut. | Al·lucinació de Martin Ruber                                                    | Desconegut                                             |
| Postal                              | Postal del "Sunshine Motel". Poder desconegut. | Foto de l'inventari de "The Sood"                                               | L'Ordre                                                |
| Ràdio                               | Grundig 88U. Suposadament fa créixer una persona set centímetres si es sintonitza l'emissora correcta. | Residència de Jennifer Bloom                                                    | Jennifer Bloom (i La Legió)                            |
| Raspall de dents                    | Raspall de dents de color ivori. És un dels set objectes utilitzats en l'Experiment Conroy. Poder desconegut. | Experiment Conroy Foto de l'inventari de "The Sood"                             | Habitació 10 (després de l'Experiment Kreutzfeld)      |
| Regle                               | Regle blanc de 6 polzades. Poder desconeut. | Cripta de l'Ordre                                                               | L'Ordre                                                |
| Rellotge                            | Rellotge despertador Phinney-Walker de color marró. Les broques sempre marquen les 1:20:44, l'hora de l'Esdeveniment. Sublima el metall gairebé instantàniament. | Cambra de seguretat de Karl Kreutzfeld Llista de La Legió Experiment Conroy     | Habitació 10 (després de l'Experiment Kreutzfeld)      |
| Rellotge de polsera                 | Rellotge Bulova de 1950, d'esfera daurada i corretja de pell negra. Les broques estan parades a la 1:20 (hora de l'Esdeveniment). Només serveix per bullir ous, però combinat amb el ganivet, s'obté telepatia. | Karl Kreutzfeld bull un ou.                                                     | Karl Kreutzfeld                                        |
| Revista                             | Revista Life del 7 de juliol de 1961. Poder desconegut. | Al·lucinació de Martin Ruber Foto de l'inventari de "The Sood"                  | Desconegut                                             |
| Sabata dreta                        | Poder desconegut. | L'Hoste el vesteix en la fotografia Polaroid. Llista de la Legió                | Desconegut                                             |
| Sabata esquerra                     | Desmunta els components de les coses. | Cambra dels Col·leccionistes                                                    | Karl Kreutzfeld                                        |
| Sabó                                | Pastilla de sabó marca "Sunshine Motel". Poder desconegut. | Foto de l'inventari de "The Sood"                                               | Desconegut                                             |
| Safata                              | Safata acrílica de Creative Bath Products Inc. Poder desconegut. | Al·lucinació de Martin Ruber Fotografia Polaroid                                | Desconegut                                             |
| Tabac                               | Paquet de cigarretes Bullseye. Poder desconegut. | Cambra de seguretat de Karl Kreutzfeld Experiment Conroy Llista de La Legió     | Karl Kreutzfeld                                        |
| Tallaungles                         | És un dels set objectes utilitzats en l'Experiment Conroy. Poder desconegut. | Experiment Conroy Foto de l'inventari de "The Sood" Llista de La Legió          | Habitació 10 (després de l'Experiment Kreutzfeld)      |
| Telèfon                             | Telèfon de pared American Electric Model 90. Poder desconegut. | Habitació 10                                                                    |                                                        |
| Televisor                           | Televisor Motorola model 17T13 de l'any 1951. Poder desconegut. | Desconegut                                                                      | Habitació 10                                           |
| Tiquet d'autobús                    | Tiquet de les línies Yucca Transit número 11560. Quan el tiquet toca una persona, aquesta és transportada als afores de Gallup, Nou Mèxic, poble on està situat el motel. Les persones cauen del cel amb prou velocitat perquè estiguin desorientades però sense prendre mal. L'origen del tiquet és Willowbrook, Arizona, on presumptament vivia l'Eddie McCleister amb la seva dona abans de l'Esdeveniment.                                          | Wally Jabrowski Llista de la Legió                                              | Wally Jabrowski                                        |
| Transistor de ràdio                 | Transistor de ràdio Diplomat amb auriculars. Poder desconegut. | Desconegut                                                                      | Desconegut                                             |
| Ull de vidre                        | Ull de vidre blau amb venes de color vermell clar, d'aproximadament 28-31 mm. És un dels objectes més poderosos, ja que pot destruir o cicatritzar la carn. | Cambra dels Col·leccionistes                                                    | Karl Kreutzfeld                                        |
| Ulleres                             | Ulleres d'home dels anys 50 Bausch and Lomb Brand Men's Tortoise. Quan una persones se les posa, inhibeix la combustió al seu voltant. | Taller mecànic Fotografia Polaroid Martin Ruber Jennifer Bloom                  | L'Ordre                                                |
| Vaset                               | Vaset Federal "Raindrops". Poder desconegut. | Cripta de l'Ordre                                                               | L'Ordre                                                |
| Xiclet                              | Poder desconegut. | Llista de la Legió                                                              | Desconegut                                             |

### Objectes que romanen a l'habitació número 10
Hi ha un seguit d'objectes que són presents cada cop que es mostra l'habitació i no són emprats ni mostrats com a "objectes". Aquests objectes doncs podrien tenir o no propietats especials com la resta fora de l'habitació igual que els objectes, que perden les seves propietats en entrar a l'habitació.
- Aigua a la pica
- Catifa
- Coixins i coixineres
- Còmoda
- Cortina de dutxa
- Cortines
- Farmaciola
- Llum de sostre
- Llit
- Pica
- Telèfon (Model de paret de marcatge rotatiu marca American Electric Model 90)
- Vàter
- Vestidor